# Championnat d'Afrique du Sud de football 2024-2025
Navigation
Édition précédente Édition suivante
La saison 2024-2025 du Championnat d'Afrique du Sud de football est la 29e édition du championnat de première division en Afrique du Sud, pour des raisons de sponsoring, le championnat est nommé DSTV Premiership. 
Les seize meilleurs clubs du pays sont regroupés au sein d'une poule unique, où ils s'affrontent deux fois au cours de la saison, à domicile et à l'extérieur. À l'issue du championnat, le dernier du classement est relégué, tandis que l'avant-dernier dispute un barrage de promotion-relégation face aux meilleures équipes de National First Division, la deuxième division sud-africaine.

## Participants
Les deux promus de National First Division sont les Marumo Gallants qui reprennent la licence de Moroka Swallows et le Magesi FC.
En mars 2025 à la suite de problèmes financiers le Royal AM est exclu du championnat, tous ses résultats sont annulés.
| Club               | Dernière montée | Classement 2023-2024 | Entraîneur(s)     | Depuis | Stade                      | Capacité en PS | Nombre de saison(s) en PS |
| ------------------ | --------------- | -------------------- | ----------------- | ------ | -------------------------- | -------------- | ------------------------- |
| Mamelodi Sundowns  | 1996            | 1er                  | Miguel Cardoso    | 2024   | Loftus Versfeld Stadium    | 52 000         | 29                        |
| Orlando Pirates    | 1996            | 2e                   | José Rivero       | 2022   | Orlando Stadium            | 37 139         | 29                        |
| Stellenbosch FC    | 2019            | 3e                   | Steve Barker      | 2017   | Danie Craven Stadium       | 16 000         | 6                         |
| Sekhukhune United  | 2021            | 4e                   | Lehlohonolo Seema | 2024   | Peter Mokaba Stadium       | 45 500         | 4                         |
| Cape Town City     | 2016            | 5e                   | Muhsin Ertuğral   | 2024   | Cape Town Stadium          | 55 000         | 9                         |
| TS Galaxy          | 2020            | 6e                   | Adnan Beganovic   | 2024   | Kameelrivier Stadium       | 8 000          | 5                         |
| SuperSport United  | 1996            | 7e                   | Gavin Hunt        | 2024   | Loftus Versfeld Stadium    | 52 000         | 29                        |
| Polokwane City     | 2023            | 8e                   | Phuti Mohafe      | 2023   | Loftus Versfeld Stadium    | 52 000         | 9                         |
| Golden Arrows      | 2018            | 9e                   | Kagisho Dikgacoi  | 2023   | King Goodwill Zwelithini   | 25 000         | 23                        |
| Kaizer Chiefs      | 1996            | 10e                  | Nasreddine Nabi   | 2024   | FNB Stadium                | 94 700         | 29                        |
| AmaZulu FC         | 2019            | 11e                  | Arthur Zwane      | 2024   | Stade Moses-Mabhida        | 56 000         | 21                        |
| Chippa United      | 2014            | 12e                  | Thabo September   | 2024   | Nelson Mandela Bay Stadium | 48 459         | 12                        |
| Royal AM           | 2021            | 13e                  | Khabo Zondo       | 2022   | Chatsworth Stadium         | 22 000         | 4                         |
| Richards Bay FC    | 2022            | 14e                  | Sello Ntuli       | 2018   | Richards Bay Stadium       | 8 000          | 3                         |
| Magesi FC          | 2024            | 1er (D2)             | Owen Da Gama      | 2024   | Old Peter Mokaba Stadium   | 15 000         | 1                         |
| Marumo Gallants FC | 2024            | 11e (D2)             | Dan Malesela      | 2024   | Stade Peter-Mokaba         | 46 000         | 3                         |

## Compétition

### Classement
Le classement est établi sur le barème de points classique (victoire à 3 points, match nul à 1, défaite à 0).
Pour départager les égalités, on tient d'abord compte de la différence de buts générale, puis du nombre de buts marqués, puis des confrontations directes.
| Rang | Équipe              | Pts | J  | G  | N  | P  | Bp | Bc | Diff |
| ---- | ------------------- | --- | -- | -- | -- | -- | -- | -- | ---- |
| 1    | Mamelodi Sundowns T | 73  | 28 | 24 | 1  | 3  | 65 | 13 | +52  |
| 2    | Orlando Pirates     | 61  | 28 | 19 | 4  | 5  | 43 | 20 | +23  |
| 3    | Stellenbosch FC     | 48  | 28 | 13 | 9  | 6  | 34 | 21 | +13  |
| 4    | Sekhukhune United   | 46  | 28 | 13 | 7  | 8  | 39 | 31 | +8   |
| 5    | TS Galaxy           | 35  | 28 | 8  | 11 | 9  | 30 | 30 | 0    |
| 6    | AmaZulu             | 35  | 28 | 10 | 5  | 13 | 29 | 34 | -5   |
| 7    | Polokwane City      | 34  | 28 | 8  | 10 | 10 | 19 | 25 | -6   |
| 8    | Richards Bay FC     | 33  | 28 | 9  | 6  | 13 | 19 | 26 | -7   |
| 9    | Kaizer Chiefs C     | 32  | 28 | 8  | 8  | 12 | 25 | 32 | -7   |
| 10   | Marumo Gallants P   | 32  | 28 | 8  | 8  | 12 | 26 | 39 | -13  |
| 11   | Chippa United       | 31  | 28 | 8  | 7  | 13 | 22 | 28 | -6   |
| 12   | Golden Arrows       | 31  | 28 | 7  | 10 | 11 | 20 | 32 | -12  |
| 13   | Magesi FC P         | 31  | 28 | 8  | 7  | 13 | 19 | 31 | -12  |
| 14   | SuperSport United   | 27  | 28 | 6  | 9  | 13 | 18 | 30 | -12  |
| 15   | Cape Town City FC   | 27  | 28 | 7  | 6  | 15 | 15 | 31 | -16  |
| 16   | Royal AM            | 0   | 0  | 0  | 0  | 0  | 0  | 0  | 0    |

|  | Qualification pour la Ligue des champions de la CAF 2025-2026                  |
|  | Qualification pour la Coupe de la confédération 2025-2026                      |
|  | Relégation directe en deuxième division                                        |
|  | barrage de relégation                                                          |
|  | T : Tenant du titre C : Vainqueur de la Coupe d'Afrique du Sud P : Promu de D2 |

- Royal AM est exclu du championnat, tous ses résultats sont annulés.

### Barrage de promotion-relégation
Les barrages  opposent le 15e de première division, aux 2e et 3e de deuxième division dans un mini-championnat entre le 11 et le 30 juin 2025.
| Rang | Équipe                 | Pts | J | G | N | P | Bp | Bc | Diff |
| ---- | ---------------------- | --- | - | - | - | - | -- | -- | ---- |
| 1    | Orbit College FC (D2)  | 8   | 4 | 2 | 2 | 0 | 2  | 0  | +2   |
| 2    | Cape Town City FC (D1) | 2   | 3 | 0 | 2 | 1 | 1  | 2  | -1   |
| 3    | Casric Stars FC (D2)   | 2   | 3 | 0 | 2 | 1 | 1  | 2  | -1   |

## Bilan de la saison
| Championnat d'Afrique du Sud de football 2024-2025                        |                               |
| Champion                                                                  | Mamelodi Sundowns (18e titre) |
| Coupes et trophées                                                        |                               |
| Vainqueur de la Coupe d'Afrique du Sud 2024-2025                          | Kaizer Chiefs                 |
| Qualifications continentales                                              |                               |
| Ligue des champions de la CAF 2025-2026                                   | Mamelodi Sundowns             |
| Ligue des champions de la CAF 2025-2026                                   | Orlando Pirates               |
| Coupe de la confédération 2025-2026                                       | Kaizer Chiefs                 |
| Coupe de la confédération 2025-2026                                       | Stellenbosch FC               |
| Promotions et relégations                                                 |                               |
| Promus en Championnat d'Afrique du Sud de football                        | Durban City FC                |
| Promus en Championnat d'Afrique du Sud de football                        | Orbit College FC              |
| Relégués en Championnat d'Afrique du Sud de football de deuxième division | Royal AM                      |
| Relégués en Championnat d'Afrique du Sud de football de deuxième division | Cape Town City FC             |